# Agostino Beaziano
Agostino Beaziano (o Beazzano, Bevazzano; Treviso, ultimo decennio del XV secolo – Treviso, 1549) è stato un umanista e poeta italiano.

## Biografia
Nato da una famiglia di origine veneziana, intraprese la carriera ecclesiastica visti i vantaggi economici che essa offriva, ottenendo in effetti benefici e onori da Leone X. Nel 1514 fu al servizio di Pietro Bembo che lo condusse a Roma introducendolo nella diplomazia pontificia; l'anno successivo venne inviato dal papa presso il doge Leonardo Loredan per chiedere una fornitura di armamenti per la fortificazione di Ancona e per cercare dei libri greci per la sua biblioteca.
Fu questo un periodo estremamente fortunato per il Beaziano. Creato cavaliere di Rodi, cavaliere di Gerusalemme e poi uditor di Rota, fu in contatto con Andrea Navagero, Baldassarre Castiglione, Raffaello Sanzio, Francesco Maria Molza, Angelo Colocci e Antonio Tebaldeo. Ancor più intenso era, ovviamente, il legame con Pietro Bembo, per il quale ebbe una vera e propria venerazione.
Morto Leone X, il Beaziano rimase ancora a Roma dove ebbe rapporti con Egidio da Viterbo, mentre non si ha notizia di contatti diretti con papa Adriano VI. Con l'insediamento di Clemente VII fu invece accolto con tutti gli onori tributati agli umanisti dal nuovo pontefice.
Già in questo periodo il Beaziano meditava di ritirarsi in patria, avvertendo i primi sintomi del male che lo costringerà all'inerzia negli ultimi anni di vita. Sin dal 1524 aveva così accampato diritti sul beneficio di Giavera, ma per qualche tempo dovette contenderlo al prevosto dell'abbazia di Nervesa. Dal novembre 1526 lasciò Roma definitivamente per passare a Venezia, dove si cimentò negli studi filosofici. Dopo aver trascorso un periodo a Murano, dove incontrò Girolamo Aleandro, passò a Verona e si trasferì infine a Treviso, dimorando tra la cittadina Ca' Maravegia e la sua villa di campagna a Giavera.
Gli anni successivi alla partenza da Roma furono quelli più fruttuosi dal punto di vista poetico, entrando a far parte di quel gruppo di letterati che facevano riferimento al Bembo e alle innovazioni da lui sostenute. Fu in amicizia con Cola Bruno e con gli umanisti padovani che, nel 1540, fondarono l'Accademia degli Infiammati.
Trascorse il periodo trevigiano in cattive condizioni di salute che lo costrinsero a una quasi totale inattività. Fu però confortato dall'affetto dei parenti, in particolare la figlia Alteria e il figlio adottivo Delfinone de' Medici, oltre che dalla stima degli umanisti della città. Morì nel corso del 1549 e fu sepolto nel Duomo.

## Opere
Pur avendo composto anche il latino, il Beaziano fu lodato dai contemporanei (Ariosto, Aretino, Castiglione) soprattutto per i suoi lavori in volgare.
La poesia del Beaziano risale soprattutto al periodo trascorso con il Bembo tra Padova e Venezia e il tema prevalente è il sogno di un Impero alleato della Chiesa e vittorioso sui Turchi. Di conseguenza, emergono continuamente riferimenti ai fatti politici e militari dell'epoca con particolare attenzione alla figura di Carlo V, per il quale il poeta ebbe una grandissima ammirazione (tanto da suscitare, all'epoca, alcune critiche).
Nel 1538 pubblicò a Venezia, presso Zanetti, una raccolta che comprende gran parte delle sue liriche. Si suddivide in due parti, la prima in volgare, la seconda il latino. Le poesie volgari sono distribuite in altri due gruppi, entrambi dedicati all'imperatrice Isabella; nei componimenti sono contenuti elogi all'imperatore e alla consorte, ma anche agli amici e ad altre personalità culturali dell'epoca (Tiziano, il Pordenone, Sansovino, Fracastoro, l'Aretino, Vittoria Colonna), oltre che a personaggi distintisi durante le campagne militari di Carlo V. I versi in latino, invece, sono elegie, epistole poetiche ed epigrammi indirizzati a Leone X, Carlo V, Ferdinando I, al Fracastoro e all'Aretino.
Altri componimenti furono scritti per onorare il Bembo, morto nel 1547, e vennero raccolte l'anno successivo sotto il titolo Lachrymae.
Vari altri lavori rimasero manoscritti e furono pubblicati postumi in varie raccolte.